# I'm Still Here
Ne doit pas être confondu avec I'm Still Here (film, 2024).
Pour plus de détails, voir Fiche technique et Distribution.
I'm Still Here, est un faux documentaire américain écrit et réalisé par Casey Affleck coécrit avec Joaquin Phoenix, mettant en scène un Joaquin Phoenix métamorphosé pour les besoins du rôle. Distribué par Magnolia Pictures, ce film est d'abord projeté le 6 septembre 2010 au Festival de la Mostra de Venise avant qu'il ne sorte le 10 septembre 2010 aux États-Unis.
La date de sortie en France est le 13 juillet 2011.
Ce documentaire suit la prétendue nouvelle vie de rappeur de Joaquin Phoenix et sa descente aux enfers.

## Synopsis
Le film suit le quotidien de l'ex-acteur Joaquin Phoenix reconverti en chanteur de hip-hop essayant de signer un contrat avec la maison de disques de Sean J. Combs alias Puff Daddy. Le film revient également sur l'enfance de Joaquin Phoenix dans sa scène d'introduction mais se focalise principalement sur sa nouvelle vie de rappeur désormais partagée entre alcool et stupéfiants, son changement de carrière et sa déchéance. Le tout sous l'œil de la caméra de son beau-frère Casey Affleck.

## Fiche technique
- Réalisation : Casey Affleck
- Musique : Marty Fogg
- Photo : Magdalena Górka, Casey Affleck
- Montage : Dody Dorn
- Producteur : Joaquin Phoenix, Amanda White, Casey Affleck
- Distribution :  Magnolia Pictures -  D Films
- Format : Couleur - 1.85:1 - Dolby Digital
- Langue : anglais

## Distribution
- Joaquin Phoenix : lui-même
- Antony Langdon : Anton
- Carey Perloff : le réalisateur
- Larry McHale : lui-même
- Casey Affleck : lui-même
- Jack Nicholson : lui-même
- Billy Crystal : lui-même
- Danny Glover : lui-même
- Bruce Willis (VF : Patrick Poivey) : lui-même
- Robin Wright : elle-même
- Danny DeVito : lui-même
- Jerry Penacoli : lui-même
- Susan Patricola : elle-même
- Patrick Whitesell : lui-même
- Nicole Acacio : elle-même
- Matt Maher : lui-même
- Amanda Demme : elle-même
- Carline : Capricorn Clark (voix)
- Mos Def : lui-même
- Christine Spines : elle-même
- David Grutman : lui-même
- Sean 'P. Diddy' Combs : lui-même
- Jamie Foxx : lui-même
- Ben Stiller : lui-même
- Norm Block : lui-même
- Mike Snedegar : Lavo Event Host
- Edward James Olmos : lui-même
- David Letterman : lui-même
- Natalie Portman : elle-même
- Eddie Rouse : Miami Heckler
- Jamison Reeves : Miami Heckler
- Elliot Gaynon : Hollywood Eddie
- Tim Affleck : le père de Joaquin
- Conan O'Brien : lui-même (images d'archives)
- Barack Obama : lui-même (images d'archives)
- Cenk Uygur : lui-même (images d'archives)
- Peter Coffin : annonceur / Joaquin (non crédité)
- Sean Penn : lui-même (non crédité)

## Production

### Développement
Joaquin Phoenix avait annoncé avoir quitté définitivement le monde du cinéma pour la musique en octobre 2008. Il avait également fait un passage remarqué dans l'émission Late Show with David Letterman, le 11 février 2009, où il confirmait cela et où on le voyait totalement amorphe et bafouillant, incapable de répondre correctement à la moindre question sur le film Two Lovers, dont il était alors venu faire la promotion. Le 17 septembre 2010, quelques jours après la sortie du film aux États-Unis, Casey Affleck confirme au magazine The New York Times ce que nombreux supposaient : le documentaire est faux tout comme la prétendue carrière de rappeur de Joaquin Phoenix. Casey Affleck a tenu à souligner qu'il ne souhaitait pas que l'on appelle cela une supercherie, mais plutôt une performance artistique. Une performance que Joaquin aura tout de même tenue durant deux longues années dans sa vie de tous les jours, autant devant la caméra que dans son quotidien. Et, enfin, le 22 septembre 2010, Joaquin Phoenix est revenu dans le Late Show de David Letterman pour s'excuser de son comportement lors de la précédente interview.

### Tournage
Le tournage du film a officiellement débuté le 16 janvier 2009
Dans son entretien donné au New York Times, Casey Affleck revient sur certains évènements et certaines scènes du films. Il précise que les scènes avec des prostituées, des drogues et même la scène d'introduction supposée montrer une vidéo tournée au Panama pendant que Joaquin Phoenix était enfant sont fausses. Cette dernière scène a en fait été tournée à Hawaï avec des acteurs, et la bobine a ensuite été incrustée à une vieille bande de cassette vidéo du film Paris, Texas afin de vieillir et dégrader l'image.

## Crédibilité du canular
Dès son annonce de quitter définitivement le monde du cinéma, Joaquin Phoenix a semé le doute dans l'esprit de beaucoup. Certains n'y croyant pas du tout, et d'autres ne voulant tout simplement pas y croire. Mais si le canular a plutôt bien marché, c'est dû en grande partie à la performance d'acteur de Joaquin Phoenix, qui a joué le rôle sans jamais se trahir tous les jours pendant deux ans. Mais cette relative réussite est également expliquée par le passé de l'acteur.
Il faut savoir que pour les besoins du film Walk the Line, biopic sur la vie du célèbre chanteur Johnny Cash, Joaquin Phoenix avait appris à jouer de la guitare et avait surtout remarquablement bien interprété le répertoire de la star du rock. Il avait donc eu une première expérience réussie dans le monde de la musique.
Un autre élément expliquant la réussite du canular est son passé familial tourmenté. En effet, il est élevé dans une famille de cinq enfants plutôt atypique, à l’esprit libre et tourné vers la religion; mais surtout son frère aîné River Phoenix, célèbre avant lui dans le monde du cinéma, meurt d'une overdose en 1993.
L’air étrange et barbu, cheveux longs et gras, lunettes fumées, bonnet enfoncé jusqu'aux oreilles, bedonnant, plus que sa métamorphose physique, Joaquin avait surtout multiplié les frasques et apparitions publiques surréalistes : entre performances live ratées et bagarres en public, il n'avait absolument rien laissé au hasard. Voila ce qui pourrait expliquer que certains aient cru à ce canular.